# 格克林根
格克林根是德国莱茵兰-普法尔茨州的一个市镇。总面积7.27平方公里，总人口895人，其中男性426人，女性469人（2011年12月31日），人口密度123人/平方公里。